# 庫斯科沃
庫斯科沃（俄语：Куско́во）是位於俄羅斯首都莫斯科的一座建築。

## 历史
庫斯科沃曾經是貴族舍列梅捷夫家族的莊園 ，修建於18世紀中期。修建當時庫斯科沃位於莫斯科郊外，但現在已經被包入莫斯科市區的東部。庫斯科沃是俄羅斯規模最大的貴族莊園之一。現在庫斯科沃是一座博物館，對公眾開放。